# 리스역
리스역(독일어: Bahnhof Lyss)은 스위스 베른주에 있는 리스 지자체에 있는 기차역이다. 스위스 연방 철도의 표준궤 빌/비엔-베른선, 리스-졸로투른 및 팔레지유-리스선의 교차점에 있다.

## 운행편
다음 서비스는 리스에서 정차한다.
- 인터레기오 : 빌/비엔과 베른사이를 30분 간격으로 운행.
- 레기오 : 뷔렌 안 더 아레 및 케르체르스까지 매시간 운행.
- 베른 S-반 :
  - S3 : 빌/비엔과 벨프 사이를 30분 간격으로 운행.
  - S31 : 빌/비엔과 벨프 사이를 러시아워 서비스.